# András Reuss (Ingenieur)

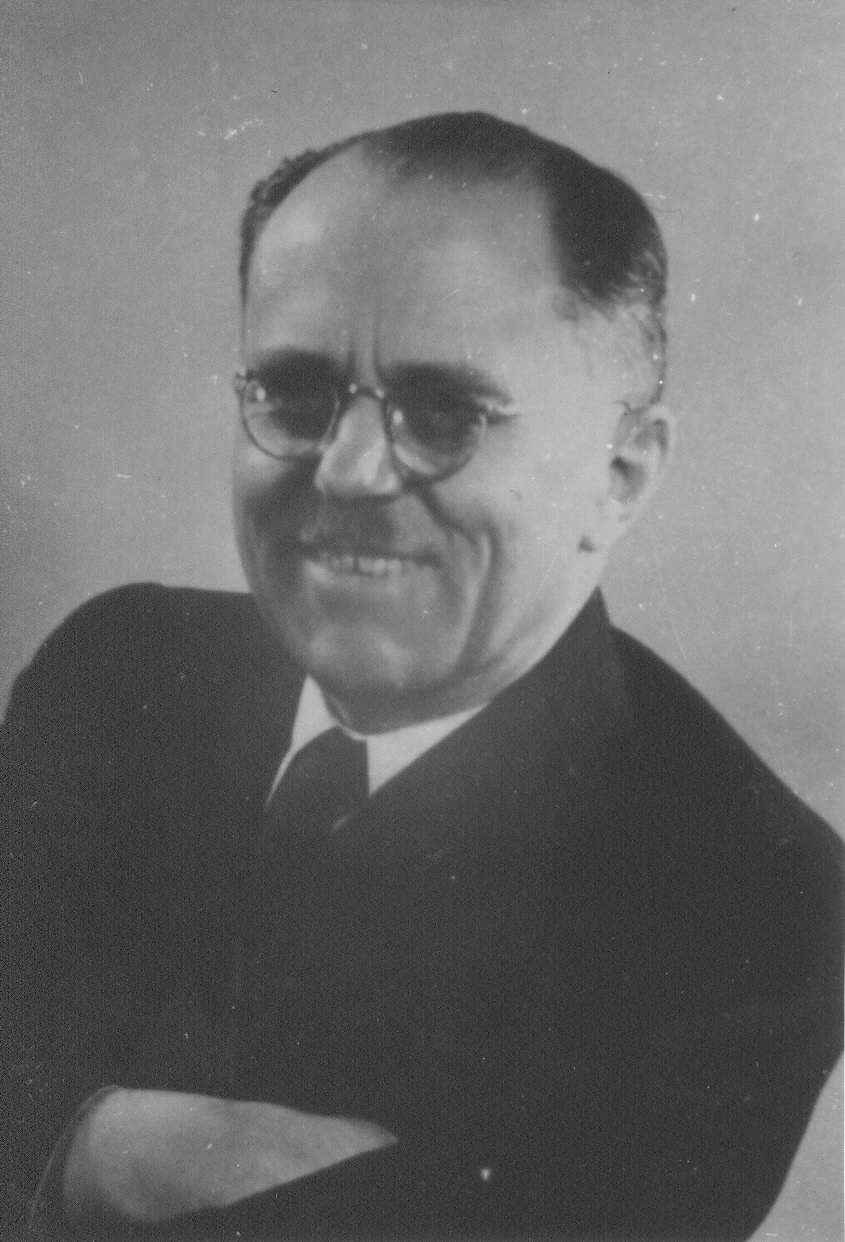
Endre Reuss

Endre Reuss (auch: Endre Reuss; * 1. Juli 1900 in Budapest; † 10. Mai 1968 in Budapest)
war ein ungarischer Ingenieur für Maschinenbau. Sein Forschungsgebiet war die Mechanik, insbesondere die Plastizitätstheorie.

## Leben
Schon als 18-jähriger Gymnasiast belegte Reuss bei einem landesweiten Schulwettbewerb zur Mathematik den ersten Platz, der mit dem Loránd-Eötvös-Preis der Ungarischen Mathematischen und Physikalischen Gesellschaft dotiert war. 1922 erhielt Reuss an der Technischen Universität Budapest das Ingenieursdiplom für Maschinenbau und arbeitete an der dortigen Fakultät als Assistent bis 1924 weiter. Von da an bis 1950 war Reuss Betriebsingenieur bei den städtischen Gaswerken von Budapest. Mit seiner 1931 eingereichten Schrift Einfluß der Kaltverformung auf die Fließgrenze von Eisen und Stahl, erlangte Reuss im Jahr darauf den Doktorgrad, seine Habilitation beendete er 1942, danach wurde er Privatdozent an der TU Budapest. 1950 kam er zur Planungszentrale der chemischen Industrie Ungarns. 1953 wurde Reuss zum Professor auf den Lehrstuhl für Technische Mechanik der TU Budapest berufen, wo er bis zur Emeritierung 1965 wirkte, u. a. 1955–57 als Dekan der Fakultät.

## Werk

### Elastische Eigenschaften von Polykristallen
Will man aus den Komponenten des Elastizitätstensors (engl.: stiffness tensor)) von anisotropen Einkristallen die elastischen Eigenschaften der zugehörigen isotrop anzunehmenden Polykristalle berechnen, so muss über alle räumlichen Orientierungen statistisch gemittelt werden (siehe auch Polykristall#Elastische Eigenschaften). Nachdem Woldemar Voigt (1887) eine solche Mittelung unter Annahme einer einheitlichen Deformation aller Körner eines Polykristalls durchgeführt hatte, berechnete Reuss 1929 eine Mittelwertbildung unter Annahme einer einheitlichen Spannung im Polykristall. Das arithmetische Mittel aus beiden Mittelwerten (als Voigt‐Reuss‐Hill-Näherung bezeichnet) gilt heute als Standardnäherung zur Umrechnung von einkristall- in polykristallbezogene elastische Moduln.

### Prandtl-Reuss-Gleichungen
Obwohl die Formulierung des Hookeschen Gesetzes (1678) zur Proportionalität von Spannung und elastischer Deformation lange bekannt war, waren die Ansätze zur Proportionalität zwischen gestaltändernder Spannung und gestaltändernder Deformationsrate von de Saint-Venant (ebenes Problem) und Levy (räumliches Problem) 1870 rein starr-plastisch formuliert worden, also ohne elastische Anteile. Nachdem Prandtl (1924) bei einem ebenen plastischen Problem elastische Deformationen mit einbezogen hatte, tat Reuss (1930) dies bei einem räumlichen Problem, jedoch in Unkenntnis von Prandtls Beitrag von 1924. Reuss fügte im Ansatz von de Saint-Venant/Levy nun elastische Deformationsraten (vom Typ wie die Deformationen im Hookesche Gesetz) additiv zu den plastischen, um eine Gesamtdeformationsrate für das gemischt elasto-plastische Verhalten zu erhalten. Für das Einsetzen des  plastischen Verhaltens in der Belastungsgeschichte eines Werkstücks hat Reuss die Vergleichsspannung nach von Mises verwendet. Die Auswertung der Gesamtdeformationsraten ergibt, dass die Volumenänderung rein elastisch ist, während die Gestaltänderung sowohl einen elastischen als auch einen plastischen Anteil besitzt. Die Gleichungen für die Deformationsraten heißen heute Prandtl-Reuss-Gleichungen und gelten als die Grundgleichungen der (zeitunabhängigen) Plastizitätstheorie.